# Rovnoměrný pohyb po kružnici

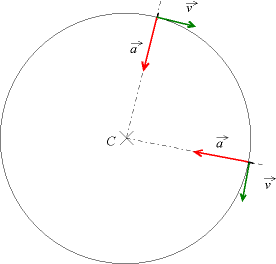
Schema rovnoměrného pohybu po kružnici (rychlost v a dostředivé zrychlení a)

Rovnoměrný pohyb po kružnici je pohyb, při kterém je trajektorie kružnice a velikost rychlosti konstantní. Jedná se o speciální případ obecného pohybu po kružnici.

## Dráha při rovnoměrném pohybu po kružnici
Obvodová dráha s je vzdálenost (délka oblouku kružnice), kterou urazí těleso během pohybu po obvodu kružnice.

s = v . t , kde v je obvodová rychlost, t je čas
Úhlová dráha φ je úhel, který urazí průvodič tělesa během pohybu.

φ = ω . t , kde ω je úhlová rychlost, t je čas
Mezi úhlovou dráhou a obvodovou dráhou je vztah: φ = s / r, kde r je poloměr kružnice.

## Rychlost a zrychlení
Obvodová rychlost v je rychlost pohybu po obvodu kružnice

v = konst.
v = s / t , kde s je obvodová dráha, t je čas
Úhlová rychlost ω je rychlost průvodiče tělesa
ω = konst.
ω = φ / t , kde φ je úhlová dráha, t je čas
v = ω x r , kde v a r jsou vektory
Vztah mezi úhlovou rychlostí a obvodovou rychlostí: ω = v / r, kde r je poloměr kružnice.
Tento vztah platí pokud mluvíme o velikostech poloměru. Pokud mluvíme o vektorech musíme vztah počítat jako vektorový součin v = ω x r , protože vektorový podíl neexistuje, nelze tento vztah ve spojení s vektory zapsat v podílovém tvaru.
Při rovnoměrném pohybu po kružnici se nemění velikost rychlosti, ale neustále se mění směr rychlosti. Tuto změnu v čase vyjadřuje dostředivé zrychlení ad, jehož směr je do středu kružnice. Jiné zrychlení u rovnoměrného pohybu po kružnici není.
ad = v2 / r, nebo ad = ω2 . r, kde v je obvodová rychlost, ω je úhlová rychlost, r je poloměr kružnice

## Perioda a frekvence
Perioda vyjadřuje dobu, za kterou těleso opíše kružnici právě jednou. Frekvence určuje počet kružnic, které těleso urazí za jednotku času.
Perioda T = 2 π / ω nebo T = 2 πr / v
 
Frekvence f = ω / 2 π nebo f = v / 2 πr , kde ω je úhlová rychlost, v je obvodová rychlost, r je poloměr kružnice

## Síly působící při rovnoměrném pohybu po kružnici
Dostředivé zrychlení je vyvoláno dostředivou silou, jejíž směr je do středu kružnice a jejíž velikost se nemění. Z 2. Newtonova pohybového zákona je velikost dostředivé síly Fd:

Fd = m . ω2 . r

nebo

Fd = m . v2 / r , 

kde m je hmotnost hmotného bodu, ω je úhlová rychlost, v je obvodová rychlost, r je poloměr kružnice.
Dostředivá síla má svou reakci v odstředivé setrvačné síle, jejíž velikost je stejná jako velikost dostředivé síly, ale působí směrem od středu kružnice.